# Следзиньская-Катарасиньская, Ивона
Ивона Эльжбета Следзиньская-Катарасиньская (пол. Iwona Elżbieta Śledzińska-Katarasińska; 3 января 1941, Коморники, гмина Вольбуж, Лодзинское воеводство — 1 января 2024, Лодзь) — польская журналистка и политик, в 1991—2023 годах депутат Сейма 1, 2, 3, 4, 5, 6, 7, 8 и 9 созывов. Она была человеком, дольше всех непрерывно прослужившим в Сейме Третьей Польской Республики.

## Биография

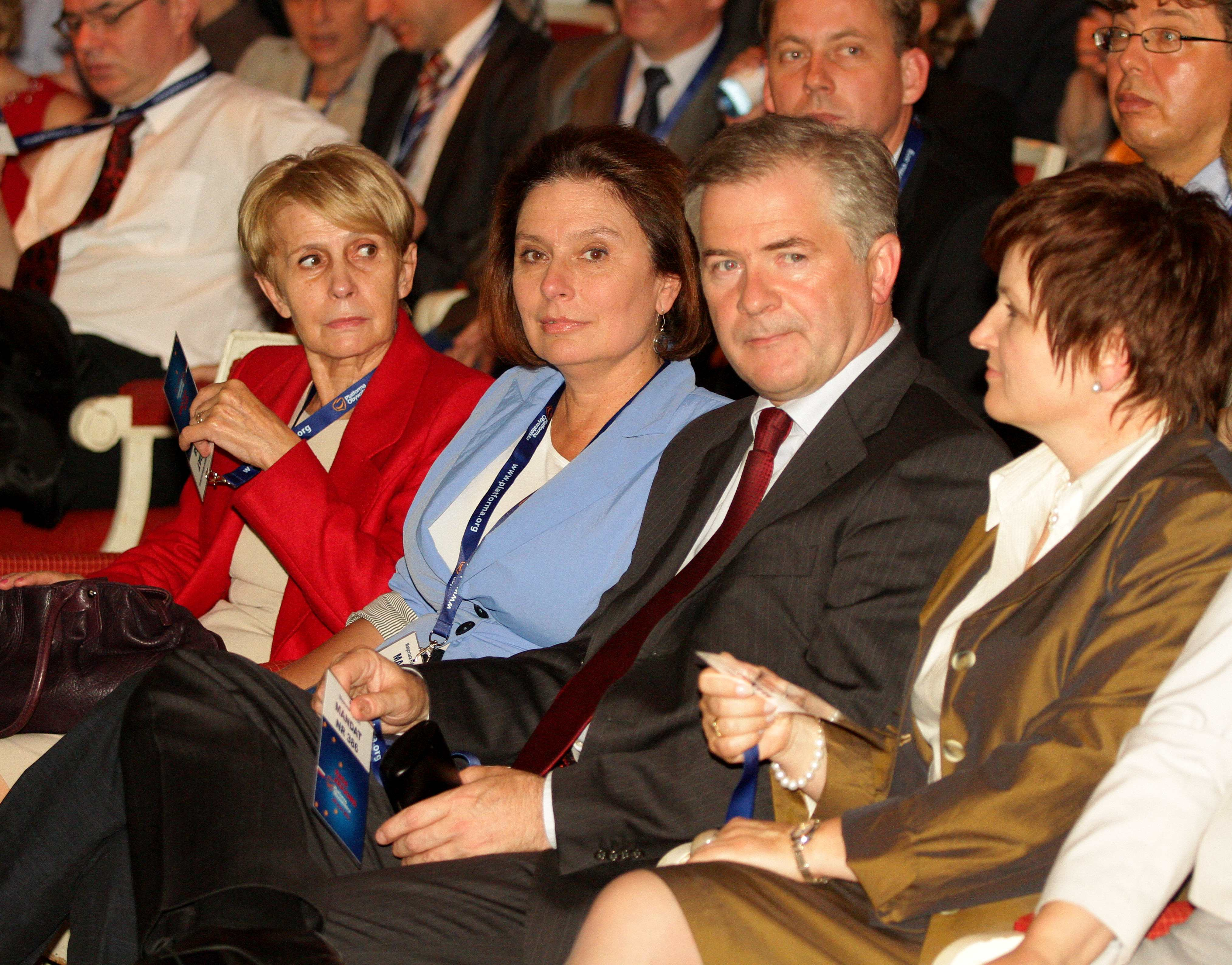
Слева направо: Ивона Следзиньская-Катарасиньская, Малгожата Кидава-Блонская, Славомир Рыбицкий и Урсула Августын (2011)

Ивона окончила филологический факультет Лодзинского университета. С 1965 года работала журналисткой. В 1972—1981 годах состояла в Польской объединённой рабочей партии. В Польской Народной Республике вместе со своим мужем Ежи Катарасиньским она работала в «Дзеннике Лодзки» и «Глос Роботничи», органе провинциального комитета Польской объединённой рабочей партии в Лодзи. В 1980-е годы вела активную деятельность в демократической оппозиции, с 1981 года принадлежала к «Солидарности». Во время военного положения была ненадолго интернирована (с 13 по 16 декабря 1981 г.). Ей запретили заниматься журналистской деятельностью, а затем она работала, среди прочего, в туристическом агентстве. Она также редактировала подпольные издания.
Она была соавтором лодзинского приложения к «Gazeta Wyborcza» и руководила им в качестве главного редактора в 1990—1991 годах. С 1990 по 1994 год была заместителем председателя правления Ассоциации польских журналистов.
В 1990 году она вступила в партию ROAD. Позже она принадлежала к Демократическому союзу и Союзу свободы, а с 2001 года была активисткой «Гражданской платформы». В 1997 году была кандидатом на должность министра культуры и искусства в кабинете Ежи Бузека. Она отказалась от поста из-за протеста коалиции AWS после того, как её обвинили в публикации антисемитских статей и критике студенческих выступлений во время мартовских событий 1968 года.
В 1990 году она была избрана депутатом Лодзинского городского совета, где заседала до 1994 года. В 1991 году она впервые была избрана в Сейм по списку Демократического союза. В 1993 и 1997 годах успешно баллотировалась и перевыбиралась. Избиралась в Сейм 4-го и 5-го сроков (2001 и 2005 гг.) от «Гражданской платформы» с наибольшей поддержкой в Лодзинском воеводстве. До 2006 года возглавляла правление лодзинской «Гражданской платформы».
1 декабря 2006 года районный суд оштрафовал её на 3000 злотых и запретил управлять автомобилем на 6 месяцев за вождение автомобиля в состоянии алкогольного опьянения и несоблюдение должной осторожности при перестроении. 2 апреля 2007 года Окружной суд Лодзи, действуя в качестве апелляционного суда, установил, что она управляла автомобилем не в нетрезвом состоянии, и изменил решение в этой части, наложив на неё штраф в размере 300 злотых за причинение дорожно-транспортного происшествия (пункт 1 статьи 86 Кодекса).
На парламентских выборах 2007 года она стала депутатом в шестой раз подряд, получив 28 516 голосов в Лодзинском округе. На выборах 2011 года она была кандидатом в Сейм от «Гражданской платформы» со второго места в списке в Лодзинском округе. Она выиграла парламентский мандат седьмой срок подряд, набрав 16 279 голосов.
В 2005—2015 годах она была председателем комитета по культуре и СМИ Сейма 5, 6 и 7 созывов. В 2010 году по рекомендации парламентской фракции стала членом программного совета Польского телевидения, а в 2014 году была избрана председателем этого органа.
В 2015 году она была переизбрана в Сейм, получив 21 424 голоса, став, таким образом, единственным парламентарием, который непрерывно занимал этот мандат с 1991 года. Она также успешно баллотировалась на переизбрание в парламент на выборах 2019 года, её поддержали 17 254 человека. Она не была избрана в Сейм следующего срока в 2023 году. Она получила 6411 голосов и не была избрана в Сейм следующего срока.
Скончалась 1 января 2024 года, не дожив 2 дня до своего 83-го дня рождения.

## Личная жизнь
Ивона — дочь Тадеуша и Софии. Она была женой журналиста Ежи Катарасиньского (1936—1989). У неё была дочь Кама. В 1999 году она стала учредителем премии «Золотое перо» имени Ежи Катарасиньского.